# Innocence (песня Nero)
"Innocence/Electron" - дебютный сингл драм-н-бейсового дуэта Nero, вошёл в их дебютный альбом Welcome Reality. Сингл был выпущен 26 апреля 2010 года в Великобритании посредством цифровой дистрибуции.

## Видео
Музыкальное видео на песню "Innocence" появилось на YouTube 4 апреля 2010 года.

## Список композиций
| №  | Название                   | Длительность |
| -- | -------------------------- | ------------ |
| 1. | «Innocence» (Original Mix) | 5:16         |
| 2. | «Electron» (Original Mix)  | 4:41         |

## Чарты
| Чарт (2010)                              | Наивысшее место |
| ---------------------------------------- | --------------- |
| Великобритания (OCC UK Dance)            | 16              |
| Великобритания (OCC UK Indie)            | 15              |
| UK Singles (The Official Charts Company) | 167             |

## История релиза
| Страна         | Дата                | Формат               |
| -------------- | ------------------- | -------------------- |
| Великобритания | 26 апреля 2010 года | Цифровая дистрибуция |